# Кастаньо, Карлос
Ка́рлос Каста́ньо Хиль (исп. Carlos Castaño Gil; 16 мая 1965, Амальфи, департамент Антьокия, Колумбия — 16 апреля 2004, Сан-Педро-де-Ураба, департамент Антьокия, Колумбия) — колумбийский ультраправый повстанец и политик-антикоммунист. Один из основателей и лидеров парамилитарных формирований «Силы самообороны Кордобы и Урабы» (Autodefensas Campesinas de Córdoba y Urabá, ACCU) и «Объединённые силы самообороны Колумбии» (Autodefensas Unidas de Colombia, AUC). Активный участник гражданской войны с колумбийскими марксистами. Член Американского Антикоммунистического Альянса (Alianza Americana Anticomunista). Погиб в результате междоусобного конфликта с одним из братьев.

## Братья-paramilitares
Родился в зажиточной крестьянской семье, один из двенадцати детей. Глава семьи Хесус Кастаньо был похищен членами ФАРК с целью выкупа и умер от разрыва сердца. Братья Фидель и Карлос Кастаньо посчитали, что правительственные силы не способны бороться с коммунистическими повстанцами, и начали формировать антикоммунистическое парамилитарное ополчение.
Фидель Кастаньо Хиль имел криминальный опыт, одно время был связан с Пабло Эскобаром. Однако приказ Эскобара об убийстве нескольких партнёров, бывших друзьями Кастаньо, разделил их непримиримой враждой.
Братья Кастаньо создали организацию Los Pepes, которая финансировалась враждебными Эскобару картелем Кали, и развернули террор против медельинского картеля. Карлос Кастаньо Хиль принимал активное участие в ликвидациях крупных фигур колумбийского наркобизнеса, начиная с самого Пабло Эскобара.

## Гражданская война
Параллельно создавалось крестьянское ополчение ACCU для борьбы с прокоммунистическими ФАРК, АНО, UP. После гибели Фиделя Кастаньо в столкновении с марксистскими повстанцами руководство ополчением перешло к Карлосу Кастаньо Хилю.
С 1994 по 1997 ACCU нанесла мощные удары по ФАРК и UP. Эти действия сопровождались расправами над гражданским населением. Наибольшую известность получила резня в населённом пункте Мапирипан в июле 1997 года, приведшая к гибели нескольких десятков человек, подозреваемых в помощи коммунистическим формированиям. В том же году, Карлос Кастаньо Хиль и правый публицист Иван Роберто Гавириа (он же Эрнесто Баэс) инициировали создание AUC. Финансирование осуществлялось за счёт пожертвований землевладельцев, скотоводов и промышленников, а также рэкета и реквизиций у наркоторговцев.
Карлос Кастаньо Хиль возглавил военное противостояние коммунистическим формированиям. Неоднократно принимал личное участие в боях.
Методы AUC отличались решительностью и крайней жестокостью. Наряду с партизанскими рейдами и терактами против левых политиков, практиковались убийства сочувствующих и экспроприации земельной собственности. Уже в 1997 году Кастаньо организовал и возглавил более 20 боевых операций. Совершались также убийства коммунистических и левых политиков, профсоюзных активистов. Среди жертв Кастаньо Хиля и его боевиков — Хайме Пардо Леаль, Карлос Писсаро, Бернардо Осса, Луис Серрано, Эктор Акоста и другие. Американская администрация Билла Клинтона и тогдашнее правительство Колумбии расценивали AUC как террористическую структуру.

Возможно, кто-то полагает, что я поборник насилия и войны. Нет, я склонен к миру. Я человек терпимый. Пожалуй, даже слишком терпимый. Меня почти всегда упрекают в мягкости. Но я не могу терпимо относиться к жестоким методам трансформации страны, к разрушениям посёлков, к похищениям уважаемых людей.

Карлос Кастаньо Хиль

## Наркоконфликт. Гибель от руки брата
Лично Карлос Кастаньо был принципиальным противником наркоторговли. Однако кокаиновым наркобизнесом активно занимался его брат Висенте Кастаньо и некоторые другие руководители AUC.
В 2002 году к власти в Колумбии пришёл президент Альваро Урибе, добившийся значительных успехов в борьбе с ФАРК. Летом 2003 года Карлос Кастаньо Хиль выразил готовность к демобилизации вооружённых сил AUC и политическому сотрудничеству с правительством. Он также принёс извинения за прежние «эксцессы» и согласился предстать перед американским судом. Такая позиция вызвала резкое отторжение группы руководителей AUC, наиболее связанных с наркобизнесом.

Я с самого начала был одним из самых суровых критиков наркоторговли. По отношению к людям, которые этим занимаются, я питаю почти инстинктивное отвращение. В Пуэрто-Бояка в наши ряды вступил один наркоторговец и за год сумел всё испортить. Я не буду защищать интересы наркоторговцев ни сегодня, ни завтра, никогда вообще.

Карлос Кастаньо Хиль

Во главе противников Карлоса Кастаньо оказался Висенте Кастаньо. Характерный штрих: охотно рассказывая журналистам о своей семье, восхищаясь отцом и братом Фиделем, Карлос ни словом не упоминал о Висенте. При этом он иногда отмечал, что опасается предательства.
16 апреля 2004 года Карлос Кастаньо Хиль был убит близ города Санта-Фе-де-Антиокия телохранителями своего брата. 4 сентября 2006 года факт его смерти был установлен и задокументирован. Однако Верховный суд Колумбии ещё в 2007 году не считал это доказанным и сохранял в силе приговор, вынесенный в отношении Кастаньо Хиля. Он был приговорён за убийства к 28 годам 2 месяцам тюремного заключения.

## Самооценка и оценки
В 2001 году увидела свет книга Карлоса Кастаньо Хиля Mi confesión («Моя исповедь», издана при участии журналиста Маурисио Арангурена Молины). Автор рассказал о своей причастности к ряду терактов и расправ. Признавая определённые «излишества», Кастаньо однозначно заявлял, что эти действия были необходимы для спасения Колумбии от марксистов.

Я сражаюсь ради колумбийцев. Мои этические воззрения не приемлют убийства, но в нынешних условиях гибель людей, которых можно рассматривать в качестве гражданского населения, но которые при этом являются подрывными элементами, почти неизбежна. Я считаю, что партизана, если его невозможно задержать или если он не сдаётся, допустимо убить. Этим было предотвращено гораздо большее зло.

Карлос Кастаньо Хиль

Отношение к Карлосу Кастаньо Хилю в современной Колумбии двойственно. Осуждается жестокость террора. Однако признаётся, что действия Кастаньо Хиля во многом были обусловлены объективной обстановкой — вооружённой борьбой и слабостью государственной власти (до президентства Урибе). Противники обличают криминально-террористические методы AUC. Сторонники Карлоса Кастаньо указывают на его патриотизм и считают, что в противостоянии марксистским партизанам, наркокартелю, персонально Пабло Эскобару и Мануэлю Маруланде жёсткость была неизбежна.